# ドライブサーガ
『ドライブサーガ』は特撮テレビドラマ『仮面ライダードライブ』のオリジナルビデオ作品。
『仮面ライダードライブ』のサブキャラクターを主人公に据えたスピンオフ作品。『仮面ライダー鎧武/ガイム』のスピンオフオリジナルビデオ『鎧武外伝』の好評を受け、制作された。

## 『仮面ライダーチェイサー』
シリーズ第1弾。2016年4月20日発売。
物語は、『劇場版 仮面ライダードライブ サプライズ・フューチャー』とテレビシリーズ第41話の間を舞台とし、チェイスがプロトゼロであったころについても回想で描かれる。また、チェイスがロイミュード側から離反した後のチェイス、ハート、ブレンの関係性や、プロトドライブとしてのパートナーであったチェイスとベルトさんとの絆など、テレビシリーズでは描かれなかったキャラクターの掘り下げも行われている。脚本を担当した三条陸は、同じ石ノ森章太郎原作の『人造人間キカイダー』に通ずるロボットヒーローの悲哀をテーマとしている。当初は50分程度の予定であったが、監督の石田秀範が俳優陣の意向を盛り込んでいった結果、85分の長尺作品となった。
本作品オリジナルキャラクターとして魔進チェイサーのパワーアップ形態・超魔進チェイサーが登場するほか、『仮面ライダーW』の照井竜 / 仮面ライダーアクセルがゲスト登場する。なお、後者については妻・亜樹子との結婚生活について、シナリオよりも突っ込んだ描写が追加されている。
ソフトは通常版の他、『鎧武外伝』と同様にパワーアップアイテムが付属した初回限定生産版が発売される。『鎧武/ガイム』のロックシードと異なり、『ドライブ』の連動アイテムであるシフトカーやバイラルコアには音声ギミックがないため、変身アイテムのDXブレイクガンナーが付属する形となった。

### 制作（チェイサー）
プロデューサーの大森敬仁によれば、最初の案ではチェイスを好きになる女の子を出す予定だったが、逆に彼がテレビシリーズで見せなかった姿を見せようということになり、「人間化するチェイス」というコンセプトが定まったという。また、三条から最初にもらったメモの終わりに「アクセル出せますか？」と書いてあったなど、照井の登場は初期構想の段階から盛り込まれていた。このことは、警官仮面ライダーの共演企画が本作品まで実現していなかったことや、照井役の木ノ本嶺浩がアクセルと共通項の多い『ドライブ』への出演を望んでいたという噂を、『W』のメインライターでもあった三条が耳にしたことから取り入れられた。なお、プロデューサーの望月卓によれば、木ノ本に本作品への出演を依頼した際にはマネージャーから「ようやく来ましたか！ 遅いです」と言われたそうで、木ノ本は当時の衣裳を着られるよう体重を落とし、万全の態勢で撮影に臨んだという。
プロデューサー補の小髙史織によれば、チェイスと心を通わせる少年・田宮洋役の吉田晴登は『スーパーヒーロー大戦GP 仮面ライダー3号』のオーディションをきっかけに出演することとなったそうで、石田にも絶賛されたという。
「テレビシリーズでいうと、ちょうど事件の谷間の時期」に相当する本作品を、「最終回を見終わった後のファンに『あのころのチェイスはかわいかったな〜』なんて懐かしく思ってもらえれば」と評した三条は、木ノ本と泊進ノ介 / 仮面ライダードライブ役の竹内涼真が並んでいる姿を見るため、彼らの共演シーンの撮影を見学に行ったという。また、その現場にて照井と亜樹子の電話シーンは木ノ本と石田で盛り上がり、シナリオにない台詞が加えられたが、それについて三条のところには「"ある人物"の名前を急いで考えてほしい」と連絡が来たという。その"ある人物"とは照井竜の娘の名前である。
撮影は2015年12月までに完了しており、同年12月2日の夜に池袋のとある会場で40 - 50人のキャストやスタッフが集まっての打ち上げパーティーが開催された際には、チェイサー / 狩野洸一役の上遠野太洸や竹内の素顔が、週刊女性によって報じられている。

### プロモーション（チェイサー）
2016年2月には、東京都・大阪府・愛知県・宮城県でキャスト舞台挨拶付き完成披露上映会が開催された。
2016年4月15日には、シリーズ第2弾『ドライブサーガ 仮面ライダーマッハ/仮面ライダーハート』の制作が発表された。また、同日にはT・ジョイPRINCE品川にて本作品の発売記念上映会が開催され、その壇上で先述の発表も行われた。

### あらすじ（チェイサー）
パラドックスロイミュードとの戦いから数日後、ロイミュード051が起こした強盗事件の現場に居合わせた田宮日奈子は、051とチェイスの交戦中に051の卑劣な凶弾により怪我を負う。さらに謎の女性の出現により051を取り逃がしてしまい、間近にいた人間を守れなかったことに、チェイスは責任を感じていた。
日奈子には弟の田宮洋がおり、二人には既に両親がいないことを知る。姉以外に心を開こうとしない弟を叱責しつつ心配する姉の姿に霧子を重ねたチェイスは、せめて日奈子が元気になるまで洋を守ることで責任を果たそうと自ら洋の世話を申し出る。しかし姉以外に心を開かず、なおかつチェイスがロイミュードであることを知る由もない洋からは、「人形のようだ」と感情の欠落を不気味がられ、チェイスは人間らしい感情の獲得を渇望していく。クリムやりんなへの直談判も、「正義のプログラムを内に秘めた君に人間の感情を与えれば、間違いなく歪みが生じる。君は今のままで良いのだ」と、取り合ってもらえず思い悩むチェイスに、051との交戦中に現れた謎の女性＝ロイミュード099が接触する。
099は心理カウンセラーであった羽佐間翔子の死に際をコピーしており、彼女の研究であった「人間の精神を癒やす」最終地点を究極の平和と定め、「全てのロイミュードに感情をもたらすことで達成される」と豪語。人間の感情を渇望するチェイスは099の研究成果であるフェザーサーキットをなすがままに取り付けられ、ついに人間の感情を獲得。非常に人当たりの良いただの好青年と化すが、進ノ介たちは180度変わったチェイスの言動に激しく動揺。クリムは先日の直談判もあり不審に思い、単身調査へ。
一方、洋とは徐々に関係を築いていき1on1でのバスケットボールが出来るまでに。ここまで「どうすれば人間の感情が分かるのか」常に思慮してきたチェイスは、感情を得ることで他者の考えが手に取るように理解出来るようになる。反面、今までとのギャップに激しい羞恥を感じつつもこの上ない幸福感に満たされていた。が、チェイスとの遺恨を晴らすべく現れた051との交戦中、仮面ライダーに変身できないことが発覚。
クリムの調査により、フェザーサーキットが原因で仮面ライダーチェイサーへ変身出来なくなっていること、フェザーサーキットの力に満足した者はいずれ、活動停止してしまうことがチェイスへ告げられる。そこへ現れた099は、「もう仮面ライダーに変身する必要はない」とライノスーパーバイラルコアをチェイスへ渡す。クリムの制止も虚しく、099に促されるままチェイスは仮面ライダーではなく超魔進チェイサーへと変貌。仮面ライダー以上の力を手に入れたチェイスは099を完全に信用してしまう。
099の正体は超進化態ロイミュード、エンジェルであり、ハートとは違う方法でロイミュードのみならず全世界をも統べるべく賛同するロイミュードを募り、新たな派閥を結成していた。さらに物語の中で真の目的がフェザーサーキットを用いた、幸福感に包まれたままの全世界停止であることが告げられ、賛同したロイミュードのコアを抜いて停止させるなど、次第に卑劣な本性が現れ始める。ハートはエンジェルを敵とみなし、ブレンと共に超進化態で交戦するも苦戦。困惑しつつも交戦へ身を投じたチェイスが敵うはずもなく全滅の危機に陥ったが、ブレンの機転により回避。
ハート、ブレンは旧友としてチェイスを諭すが、チェイスは感情を与えてくれたエンジェルを未だ疑いきれない想いを吐露。ハートは、「そんなヤワな漢だったか？」と、かつての友としての心配を垣間見せるが次の瞬間、ハートはエンジェルにコアを抜かれ取り込まれてしまう。ハートの身体をブレンに託しハートのコアを取り戻すべく戦うことを決意するが、フェザーサーキットがチェイスのコアと融合し始めたことで魔進チェイサーへの変貌すらできなくなってしまう。さらには守るべき洋にもエンジェルの魔の手が及んでいたことを知り、遂にフェザーサーキット＝人間らしい感情との決別、生きとし生けるもの全ての自由のために闘うことを決意。融合しつつあるフェザーサーキットを無理矢理引き剥がし、仮面ライダーとして復活。エンジェルを撃破しハートのコアを救出した。同時に、洋に癒着していたフェザーサーキットも剥がれ落ちた。
エピローグでチェイスは洋と再会するが、チェイスはフェザーサーキットを無理やり引き剥がしたことで一連の記憶は全て失ってしまった。しかし、チェイスの一言により、洋の顔には新たな決意とも取れる笑顔が溢れていた。
チェイスは、「俺が人間に好かれる必要はない。俺が人間を好きでいればそれでいい」と呟き、ライドチェイサーで一人走り去っていくのだった。

### 登場人物（チェイサー）
本作品のみ登場する人物を記載。
羽佐間 翔子（）
099のコピー元である女性心理カウンセラー。人間の精神を癒すことに人生をかけていた。099には死に際をコピーされている。

三輪 利雄（）
077および051のコピー元となった強盗犯。追田の発言によると「50歳、無職」。

田宮 日奈子（）
051の正体（バット型ロイミュードの姿）を見たために襲われた女性。チェイサーに助けられるが、負傷してしまう。

田宮 洋（）
日奈子の弟。姉にしか心を開けない。作中終盤、フェザーサーキットに取り憑かれていたことが判明。

### 超魔進チェイサー
チェイスがブレイクガンナーにライノスーパーバイラルコアを装填して変身した魔進チェイサーの最強戦士形態。読みは「ちょうましんチェイサー」。ボディの紫の部分が金色になっている他、頭部に羽根、肩に角のような追加パーツが加わっている。
チェイスの超進化態に相当し、チェイスが「仮面ライダーを超えている」と語るほどの高い戦闘力を得た。ブレイクガンナー自体にはブレードが追加されており、通常形態同様ブレイクガンナーによる銃撃戦の他、先端のブレードを活かした接近戦を得意とする。
- 魔進チェイサーの紫の部分を金色にし、マスクや肩を新規デザインしている[18]。肩はサイの顔になっており、サイのツノと腕のバイラルコアを挿す部分の意匠を合わせてデザインしている[18]。パイプの焼きのような感じで元のチェイサーのパープルをグラデーションで入れている[18]。
- 撮影用スーツは魔進チェイサーのアトラクション用スーツを改造している[1][17][16]。肩ディテールや頭部の追加のほか、動きやすいように股関節部分が分離していたアトラクションスーツの全面改修がプロポーションの見直しも含まれて行われた[16]。
- 雑誌『宇宙船』では、『仮面ライダー』のショッカー怪人を意識したスパイダー・バット・コブラに対し、サイをモチーフとしたバイラルコアは『人造人間キカイダー』の怪人（グレイサイキング）を彷彿とさせるものであると指摘している[4]。

必殺技
スーパーブレイド
銃口型スイッチに掌を押し当てることで「スーパー・エグゼキューション！フルブレイク！ ライノ！」の音声と共に発動する。金色のエネルギー弾を連射した後、敵の胴体をエネルギー刃で巨大化したブレイクガンナーの銃剣で貫く。
仮面ライダーチェイサーの状態でも使用し、ライノスーパーバイラルコアの角にエネルギー刃を生成し、バイラルコアの角の部分を切り離して撃ち出す。

### ロイミュード（チェイサー）
099 / エンジェル
- コピー元：羽佐間翔子
- 超進化の鍵：究極の平和

スパイダー型ロイミュード。チェイスと051の戦いに乱入し、迷えるロイミュードの味方と称して051を退けた。ハートの「力と精神において人間を超え、超進化に至る」という考えをバトルマニアの妄想と嘲笑い、ハートからロイミュードのリーダーの座を引き渡すように迫り、ロイミュード内で新たな派閥を立ち上げる。
チェイスにライノスーパーバイラルコアを与えた後にチェイス、ハート、クリムの前に現れ、ロイミュードの新時代を宣言する。自身に賛同した6体のロイミュードのコアを抜き取り吸収した後、ハートたちと交戦。一時は逃走を許したが、隙をついてハートのコアを奪い取ることに成功する。
ハートのコアを奪われたことで戦う決意を決めたチェイスが変身した超魔進チェイサーによって徐々に追い込まれるが、フェザーサーキットがチェイスのコアと融合を始めたことで形勢を逆転する。しかし、ブレン・クリム・ハートの言葉を思い出し、フェザーサーキットを無理やり破壊したチェイスが生きとし生きるものすべての自由ために戦う戦士たる仮面ライダーチェイサーに変身したことで、激昂して心を乱したことからチェイサーに圧倒され、アクロスブレイカーを胸部中枢に喰らい、ハートのコアを含む吸収していたロイミュードのコアが解放される。
最後は「お前に返す」と自身が与えたライノスーパーバイラルコアを撃ち込まれ、続けざまにチェイサーエンドを受けて爆散した。テレビ本編では第43話より進化前の099の姿で写真のみ登場（その際に撲滅済みであることが明かされている）。
エンジェルロイミュード
099が進化した姿。飛行能力を有している。劇中時点ではすでに超進化済であるため、超進化態として登場。金のフェザーサーキットを用い、ロイミュードに人間に近い感情を与えることができる。また、人間態ではフェザーサーキットに酷似した銀の羽根を投擲武器として051やハートに牽制目的で使用している。
念動力で超進化態であるハートとブレン、さらに超進化態と同等の超魔進チェイサーを苦戦させ、全身から放出した金色の羽を集中させて高い威力を持つエネルギー矢を形成した。
頭部から生み出した光輪はエネルギー弾として使用できるだけでなく、ロイミュードのコアをボディを傷つけずに抜き取れる。
- メディック同様、女性の体型にフィットしたデザインを描いている。太い造形になってもパッと見は細く見えるように、明るい金色の線を茶色い身体の腰のくびれに入れたり、実際より腰の位置が高くなるようにしている。「エンジェル」ということから羽と頭の輪っかとなっている。デザイン画とは別に胸から上の反面のみを立体で作られたものが用意されている。

077
- コピー元：三輪利雄

バット型ロイミュード。051と同じ人物をコピーしていたロイミュード。風都市で入手したガイアメモリを使用するが、突然変異を起こして風都市と東京都の境界線上に倒れていた。
その後、風都署の超常犯罪捜査課と警視庁の縄張り争いの最中に意識を取り戻して警察官を襲い、彼が持っていた証拠品のビーストメモリでビースト・ドーパントへ変身してドライブとマッハに襲いかかるが、照井がアクセルに変身して参戦したことで次第に追い詰められ、最後はシグナルトマーレを使った攻撃で動きを封じられたところを、スピードロップとアクセルグランツァーを同時に受けて倒された。
テレビ本編では第43話より写真のみ登場。その際、撲滅済みであることが明かされている。

015、066、073、075、097、107
エンジェルの思想に共感し、彼女の支持者になった下級ロイミュード。全員人間態では白い服に身を包み、白いベースボールキャップを被っている。
エンジェルがロイミュードの新時代を宣言すると共にチェイス、クリム、ハートの前に姿を現すが、彼女によってボディからコアを抜き取られて吸収されてしまう。その後、チェイスの活躍によってハートのコア共々解放された。

### アイテム（チェイサー）
フェザーサーキット
エンジェルが生み出した発明で、エンジェル曰く「満たされない心を癒す感情の泉」。羽の形をしている。
チェイスに埋め込まれ、人間と同じ心を持った完璧なロイミュードへと進化させる。しかし、チェイスの基本プログラムに干渉しており、仮面ライダーチェイサーへの変身が不可能になった。ベルトさんはプロトドライブに変身しようと提案するもそれも不可能だとエンジェルに言われている。
この回路を使用し、全てに満足した者は思考が次第に無くなりやがて動かなくなる。

ライノスーパーバイラルコア
エンジェルがチェイスに渡した金色のサイ型バイラルコア。形状はルパンブレードバイラルコアに似ているが、切先が前部側が付いているのが特徴で、ブレイクガンナーに装填することで短剣モードとして機能する。
武装バイラルコアと同様の能力を持ち、ブレイクガンナー上部のスロットに装填すると「チューン・ライノ」のコールが発せられる。その後、ブレイクガンナーの銃口型スイッチに掌を押し当てることで「スーパー・ブレイク・アップ」の音声が流れ、圧縮収納されていた装甲が解放され超魔進チェイサーへと変身が完了する。
『小説 仮面ライダードライブ マッハサーガ』
エンジェルとの戦いでバイラルコアの角部分を無理に切り離したため破損したが、りんなに回収され、後に作成されたシフトバイラルコアのベースとなった。

### キャスト（チェイサー）
- チェイス / 仮面ライダーチェイサー / 魔進チェイサー / 超魔進チェイサー、狩野洸一 - 上遠野太洸
- 泊進ノ介 / 仮面ライダードライブ - 竹内涼真
- 詩島霧子 - 内田理央
- 詩島剛 / 仮面ライダーマッハ - 稲葉友
- 沢神りんな - 吉井怜
- 追田現八郎 - 井俣太良
- 山吹沙月 - 遠藤三貴
- 如月仁奈 - 井坂仁美
- ブレン / ブレンロイミュード - 松島庄汰
- メディック - 馬場ふみか
- ハート / ハートロイミュード - 蕨野友也
- 田宮洋 - 吉田晴登
- 田宮日奈子 - 山地まり
- 三輪利雄、ロイミュード051、ロイミュード077 / ビースト・ドーパント - 田中護
- 照井竜 / 仮面ライダーアクセル - 木ノ本嶺浩
- 羽佐間翔子、エンジェル / エンジェルロイミュード - 山崎真実

#### 声の出演（チェイサー）
- ベルトさん、ロイミュード004 - クリス・ペプラー
- 蛮野天十郎 - 森田成一
- プロトゼロ / 仮面ライダープロトドライブ - 遠藤大智

#### スーツアクター（チェイサー）
- 仮面ライダープロトドライブ[3] / 仮面ライダーチェイサー[21] / 超魔進チェイサー[3][5] - 今井靖彦
- 仮面ライダーアクセル[22] - 永徳
- 仮面ライダードライブ[23] - 高岩成二
- 渡辺淳
- 岡元次郎
- エンジェルロイミュード[24] - おぐらとしひろ
- 喜多川2tom
- 渡辺実
- 大林勝
- 佐藤太輔
- ビースト・ドーパント[25] - 藤井祐伍
- 蔦宗正人
- 内川仁朗
- 神前元
- 大岩剣也
- 寺本翔悟
- 井口尚哉
- 伊藤茂騎
- 北村海
- 今井結香子
- 榮男樹
- 田中慶
- 隈本秋生
- 三上真司
- 坂内大雅
- 草野伸介
- 関谷健利
- 藍田将太
- 松本直也
- 上平田結花

### スタッフ（チェイサー）
監督はテレビシリーズを担当した石田秀範、脚本はテレビシリーズメインライターの三条陸がそれぞれ担当した。石田がVシネマを担当するのは本作品が初めてである。石垣広文は本作品が最後のアクション監督作品となった。
- 原作 - 石ノ森章太郎
- 脚本 - 三条陸
- スーパーバイザー - 小野寺章
- エグゼクティブプロデューサー - 加藤和夫（東映ビデオ）、佐々木基（テレビ朝日）
- 音楽 - 鳴瀬シュウヘイ、中川幸太郎
- 撮影 - 植竹篤史
- V.E - 小田切徹
- F.O - 川口滋久
- 撮影助手 - 大川和徳
- 照明 - 斗沢秀
- 照明助手 - 柴田信弘、佐藤武
- 録音 - 堀江二郎
- 録音助手 - 松澤秀昭
- スクリプター - 森永恭子
- 美術 - 大嶋修一
- 美術助手 - 瀧澤有香
- 装置 - 千葉萌々恵（紀和美建）
- 装飾 - 小宮孝司
- 小道具 - 赤崎冴美（東京美工）
- キャラクター管理 - 中村豊
- 衣裳 - 守島愛（東京衣裳）
- ヘアメイク - 佐藤友勝、一山あい子（サンメイク）
- 助監督 - 伊藤良一、作野良輔、石井千晶、平舘銀河
- 制作担当 - 中島嘉隆
- 進行主任 - 本間隆廣
- 進行 - 青柳智
- カースタント&コーディネート - 西村信宏
- カースタント - 河村章夫・橋本充吾（武士レーシングチーム）
- 操演 - 船越幹雄・髙木友善（ライズ）
- 技術運営 - 八木明広
- 仕上進行 - 辻今日子
- 技術コンダクター - 林和哉
- 編集 - 長田直樹
- 編集助手 - 石井奈月
- MAオペレーター - 長谷川真鷹
- EED - 高橋和寛
- EED助手 - 菊地光洋
- テクニカルコーディネーター - 緩鹿秀隆（東映デジタルラボ）
- 整音 - 曽我薫
- 選曲 - 金成謙二（ドンカンバニー）
- 音響効果 - 大野義彦
- 視覚効果 - 日本映像クリエイティブ
  - VFXスーパーバイザー - 長部恭平
  - VFXアドバイザー - 松岡勇二
  - リードVFXアーティスト - 鈴木嘉大
  - VFXアーティスト - 越智裕司、武隈樹成、小松祐規、磯田功介、徳永拓馬、勝又拓海、武隈善子、高橋泰孝、南剛
- キャラクター造型制作 - ブレンドマスター
- 特殊造型コーディネーター - 蟻川昌宏
- 造型 - 浅野桂、大脇涼、川手直美、小林広一、坂本孝一郎、佐藤敏夫、鈴木信一、高木浩治、辰巳茉莉子、田中孝弘、貫井響、畑部績宇、原田堅司、平山節、福岡寛、藤渡和代、松川翼、三上喜康、山口純一
- クリーチャーデザイン - 竹谷隆之、寺田克也
- キャラクターデザイン - 田嶋秀樹（石森プロ）、小林大祐・鶴巻拓也（PLEX）
- 資料担当 - 山辺浩一、金子しん一（石森プロ）
- 宣伝 - 斎藤貴晴、麻和祥多（東映ビデオ）
- タイトルデザイン - 菅誠司
- メイキング - 福光正樹
- プロデューサー補 - 小髙史織
- 広報AP - 上浦侑奈（東映）
- ラインプロデューサー - 下前明弘
- 制作デスク - 宮地みどり、近藤孔明
- 制作プロダクション - 東映テレビ・プロダクション
- 製作委員会
  - 安村基・大澤保夫（東映ビデオ）
  - 梶淳・水髙愛（テレビ朝日）
  - 波多野淳一・大矢篤志・古谷大輔（アサツー ディ・ケイ）
  - 垰義孝・小野口征（バンダイ）
- プロデューサー - 中野剛（東映ビデオ）、大森敬仁・望月卓（東映）
- アクション監督 - 石垣広文（ジャパンアクションエンタープライズ）
- 監督 - 石田秀範
- 製作 - 東映ビデオ、tv asahi、ADK、BANDAI、東映

### 音楽（チェイサー）
エンディング曲「good bye little moon」
作詞・作曲 - 松岡充 / 編曲 - tatsuo、五十嵐“IGAO”淳一 / 歌 - Mitsuru Matsuoka EARNEST DRIVE

### 映像ソフト（チェイサー）
BD / DVDでリリース。
- ドライブサーガ 仮面ライダーチェイサー 通常版（1枚組）
  - 映像特典
    - メイキング
    - 完成披露上映会舞台挨拶（BD版のみ）
    - PR集
    - ブレイクガンナーPV
    - デザインギャラリー
    - ポスタービジュアル

  - 音声特典（BD版のみ）
    - オーディオ・コメンタリー（上遠野太洸×竹内涼真×稲葉友×松島庄汰×蕨野友也）
- ドライブサーガ 仮面ライダーチェイサー ブレイクガンナースペシャル版（1枚組 / 初回限定生産）
  - セット内容
    - ドライブサーガ 仮面ライダーチェイサー（通常版と共通）
    - DXブレイクガンナー ドライブサーガver.
    - DXライノスーパーバイラルコア
    - スペシャルライナーノート（4P）＜石田秀範監督スペシャルインタビュー＞

ブレイクガンナースペシャル版は、発売初週でDVDが4千枚、BDが8千枚を売り上げ、2016年5月2日付のオリコン週間ランキングの各映画部門でそれぞれ1位を獲得した。

## 『仮面ライダーマッハ/仮面ライダーハート』
シリーズ第2弾。2016年11月16日発売。
物語は、『小説 仮面ライダードライブ マッハサーガ』のその後を描いている。『仮面ライダーマッハ』の舞台は、テレビ本編最終回から3年後の世界を描いており、『マッハサーガ』の一部も映像化されている。
『仮面ライダーハート』は、プロデューサーの大森敬仁が『マッハ』だけでは予定調和感が出てしまうと危惧したことから発案され、脚本の三条陸が話を受けた段階では実質的にタイトルしか決まっていなかったという。三条は、テレビシリーズの結末に満足しているファンへの配慮やドラマチックになるであろう『マッハ』との差別化から、ハートが劇的に復活するのではなく、笑えて泣ける作品を目指したとしている。
本作品オリジナルキャラクターとして、『マッハ編』では仮面ライダーマッハチェイサーが、『ハート編』では仮面ライダーハートがそれぞれ登場する。テレビシリーズの主人公である泊進ノ介は、両作品共主人公を見守る立場として登場し、仮面ライダードライブに変身しない。物語は『ハート編』を前編とし、その次に『マッハ編』に続く構成となっている。

### あらすじ

#### あらすじ（ハート）
チェイスがゴルドドライブとの戦いで散ってから3年後。剛は久しぶりに日本に帰国してりんなと究の研究室を訪れ、彼女たちが作り上げたロイミュードのプロトボディにチェイスの魂を宿らせ、彼を復活させるための実験を行った。しかし、復活したのはなぜかハートで、その体にブレンとメディックの魂まで一緒に入っていた。ハートは、自分たちが復活したことには何か意味があると考え、その謎を追求するために、自分のお目付け役としてやってきた現八郎とコンビを組み、刑事として活動を開始した。
同じころ、かつてロイミュードのコピー元となった人間が相次いで襲撃され、意識を失う怪事件が発生していた。事件を追っていたハートはロイミュード5886と遭遇し、その正体が、仮面ライダーによって倒されたロイミュードの思念の集合体であることを突き止める。かつてロイミュードの代表として、仮面ライダーと正々堂々と勝負して敗れたハートは、未練がましく人間を襲う5886を許せずに戦うが、重加速も起こせずパワーも劣るボディで蘇ってしまったために取り押さえることが出来ず、現八郎も怪我を負ってしまう。
ただの人間である現八郎と同レベルにまで成り下がった自分の無力さに苛立つハートだったが、そこに進ノ介が現れ「それでも現さんは強い」と語る。一方で、婚約していたりんなとケンカをしてしまい、おまけに捜査でもハートにいいところを取られっぱなしだったことで拗ねてしまった現八郎だったが、刑事としての意地で再び立ち上がり、自分の恩人である橘真伍を救うため、敵わないことを承知で5886に抵抗する。ハート、ブレン、メディックは現八郎の強さが「心の強さ」であると気づき、彼の意気に応え、自分たちのコアのパワーを全開にして仮面ライダーハートへと変身し、5886を破壊した。だが、仮面ライダーへの変身はコアへの負担が大きく、彼らの二度目の消滅を意味していた。
戦いの後、現八郎は「本物の仮面ライダーだった」とハートを称え、ハートも現八郎に「最後に人間の心の強さを知ることが出来た。ありがとう、現さん」と感謝の言葉を述べ、進ノ介に次ぐ二人目の人間の友達が出来たことを喜びながら静かに消えていった。そして、再びブランク体になったボディは研究室に戻される。だが、5886を破壊した際にロイミュード005のコアが抜け出して逃げおおせていたことを、その時は誰も知らなかった。

#### あらすじ（マッハ）
剛が帰国したもう一つの目的は、犯罪者・西堀光也の娘、西堀令子が釈放されるのを祝うことだった。彼女もまたロイミュードに利用されて犯罪を犯してしまい逮捕されたが、同じような境遇の剛との面会、文通を重ねて次第に親密な仲になっていき、釈放の日を迎えたのだった。剛は令子を派手なサーカスのパフォーマンスで出迎えるが、突然のことに面食らった令子は、以前に剛からプレゼントされた手袋を落としてその場を走り去ってしまう。そのころ、女性の髪の毛で男性が絞殺されるという奇怪な連続殺人事件が発生していた。
翌日、剛は昨夜のことを詫びようとメールや電話をするが通じず、令子の家を直接訪れる。すると、なぜか令子が連続絞殺事件の容疑者として追われており、彼女も自分が犯人だと言い張って聞かない。令子の無実を信じる剛は進ノ介や現八郎の制止を振り切り、令子を無理やり連れ出して逃走してしまう。
逃走先で令子は、かつてロイミュードとして倒された父・光也が未だに生存しており、今回の連続絞殺事件を引き起こしていること、そして令子はそれを止めるために奔走した結果、容疑者として追われていることを剛に明かした。そして、自分は父の「呪い」から逃れられないと言い、剛を催涙スプレーで昏倒させて光也の元に走る。後を追おうとした剛の元に、進ノ介の直属の部下として事件の真相を追っていた狩野洸一が現れ、ゼンリンシューターとシグナルバイクを手渡す。だが、もう一つ持ってきていたシフトライドクロッサーを手渡す前に、剛は彼を振り切って令子を追って行ってしまった。
令子を追って廃工場にたどり着いた剛は、そこで待ち構えていた西堀光也ことロイミュード005に追い詰められて死の危機に瀕するが、父の呪縛を逃れる決心をした令子により救われ、仮面ライダーマッハに変身する。しかし、005はリベンジャーロイミュードへと進化を遂げてパワーアップし、剛は再びピンチに陥ってしまう。だが、そこにチェイスの意志が宿った狩野がシフトライドクロッサーを届けに現れ、剛はそれを使い仮面ライダーマッハチェイサーに変身。リベンジャーロイミュードを撃破して令子を父の呪縛から完全に開放した。
戦いの後、剛は令子の落としていった手袋を渡して「これからは俺がずっと守る」と告白する。令子も剛にキスをして、その思いに応えるのだった。

### オリジナル仮面ライダー（マッハ/ハート）

#### 仮面ライダーハート
ハートがAIドライバーを使用し、シフトブレスにシフトハートロンを装填して変身する仮面ライダー。変身音声は「ドライブ タイプミラクル ハート・ザ・仮面ライダー」。
外見は仮面ライダードライブ タイプトライドロンに酷似しているが、頭部は強大な角や口に、緑の複眼というハートロイミュードを思わせる形状に、肩や腰なども進化態を思わせるパーツが存在する。
プロトボディで復活したハートが、人間の心の強さを現八郎から教えられ、ブレンとメディックのコアと同調したことで完全体へと変身しており、ブレン曰く「シフトハートロンに込められている自身とメディックのコアをハートに合わせて（エネルギーを）全開にする」ということで、進ノ介とクリムのように心の力を最高に高め合うことで発現した姿だが、たった一度の変身によるエネルギー消耗で、ハートたち3人のコアが消滅する危険性がある。
理論上はドライブ以上に格闘能力に秀でており、ハートロイミュード同様に重く強力なパンチやキックを繰り出して戦うほか、ドライバー内のブレンとメディックの能力を引き出すことが可能。
- デザインは、三条がタイプトライドロンにハートの腰の鎧を合成したコラージュ画像を基に、テレビシリーズでロイミュードのデザインを担当した竹谷隆之が手がけた[30][32][37][36]。デザイン画とは別に胸から上の半面のみを立体で作られた雛形が用意されている[20][37]。眼はハートロイミュード時に眼の位置にあるディテールを元に、末広がりに上下2分割で緑色となった[37]。両肩はハートロイミュードの肩パーツと同様の形状だが、新規造形で小さくなっている[37]。
- ハートとタイプトライドロンのデザインからデザインを拾い、それを合わせた感じで、実際の既存の造形物を用いて作れるように、ということで体は実際のタイプトライドロンのアクション用スーツを基に新規造形の腕や肩、腰のハートなどのパーツを装着し、頭部のみは新規デザインによる新規造形となっている[37][36]。
- メインライターの三条陸は、ハートとタイプトライドロンの間に「赤くて強いやつ」という共通性を感じ、『ファイナルステージ』でもハートをタイプトライドロンに変身させている[32]。

ツール
AIドライバー
沢神りんなが開発した量産型ドライブドライバーで、AIの声はクリム・スタインベルトに似せている。
シフトブレス
進ノ介がつけていたものと同様のもの。

能力
バイラルカキマゼール
シフトハートロンの後部右側面のボタンを押すことで発動し、AIドライバーに宿るブレンとメディックのコアの力を引き出して使うことができる。
メディック
左半身のタイヤがピンクに光り、左腕から黄金の触手を伸ばし、ターゲットを捕獲することができる。収束中は電撃で持続ダメージを与える。
ブレン
左半身のタイヤが緑に光り、左腕からコブラを模した緑の液体を伸ばし、敵を捕らえて地面に打撃攻撃を行う。ブレン曰く「華麗で強力で素晴らしい技」。

必殺技
ハートドロップ
シフトハートロンをシフトアップし、「フルスロットル・ハート」の音声とともに発動。
全身を赤熱化させ、跳び蹴りを放つ。敵に当たる直前には超進化態のように全身が金色に輝く。

#### 仮面ライダードライブ タイプスピードワイルドテクニック
ハートが最初にAIドライバーを使用し、ブレンとメディックの考えで思いつき、シフトブレスにシフトハートロンを装填して変身するドライブの混合体のような特殊形態。変身音声は「ドライブ!! タイプ！ スピード！ ワイルド！ テクニック！」。
頭部がタイプテクニック、胸部と腕がタイプスピード、胴体と脚がタイプワイルドと、かつて現八郎が目撃したドライブの一部を合わせたイラストと同じ姿になっている。しかし無理にブレンがドライブとの戦闘記録を基に用意した変身用のデータをプロトボディに反映した結果、失敗して不完全な姿となり、元のドライブよりもあまり戦闘力が高くなく、両肩の装甲とタイヤを剥ぎ取られてしまった。
なお、タイプフォーミュラの姿も思いついたが、ブレンが以前にこの姿のドライブに敗北したことがあったため、没となっている。

#### 仮面ライダーマッハチェイサー
詩島剛がマッハドライバー炎にシフトライドクロッサーを装填して変身する仮面ライダーマッハの強化形態。
その姿はかつて剛がシグナルチェイサーを装填して変身した仮面ライダーチェイサーマッハに酷似しているが、上半身の基本的なカラーリングがホワイトからブルーに変化している。さらに、複眼はチェイサーと同じくオレンジ色に変化したり、胸から伸びる2本のラインは紫と赤になっている。
マッハのスピードとチェイサーのパワーを、高いレベルでバランスよく併せ持っており、短時間であるがチェイサーマッハと同等の強大な戦闘力を備えている理想的な形態である。通常時のマッハ同様、ゼンリンシューターを主な武器として戦う。
- チェイサーマッハがマッハとチェイサーのスーツの合わせ技でデザインのない現場対応であったため、それぞれのライダーの色がちぐはぐであったことから、統一感のあるカラーリングにし、チェイサーマッハの色を変えるのと、チェイサーの複眼をマッハのバイザーの中に付け、胸アーマーからの延長で赤いラインをボディに入れている[18]。
- 仮面ライダーチェイサーのアンダースーツのため、それに合う色としてパープルをメインに描いていたが、マッハもチェイサーも青いベルトで変身することから、青で描くこととなった[18]。

必殺技
射撃（名称不明）
ゼンリンシューターにシグナルカクサーンを装填して発動。ライドクロッサー型のエネルギーを発射する。
エネルギーを帯びた飛び蹴り
フルスロットルで発動。青い炎と紫色の丸いエネルギーを纏い、跳び蹴りを放つ。
威力は数値で示されていないが、かつてゴルドドライブを倒した仮面ライダーチェイサーマッハのキックを上回ると思われる。

### ロイミュード（マッハ/ハート）
リベンジャーロイミュードについては、#リベンジャーロイミュードを参照。
ロイミュード5886
ハートの前に現れる謎のロイミュード。その正体は仮面ライダーに倒されたロイミュードの思念の集合体である疑似ロイミュードで、ハート曰く「システムのバグと同じ」。
羽鳥美鈴をはじめとしたかつてロイミュードにコピーされた市民たちを次々と襲撃し、その記憶を奪い取ることで完全体になることを目指している。5886というナンバーは、かつて存在したロイミュード109体全てのナンバー（000から108まで）を足した合計の数である。
コブラ型をベースにスパイダー型、バット型を融合させた特異な姿をしている。

### アイテム（マッハ/ハート）
シフトハートロン
チェイスの復活実験に使用された「新型のコア収束装置」がハートの復活時に変化したシフトカー。かつてハートが好んだ赤いオープンカーのようなデザインになっている。
その中にはハートたち3人のコアが入っており、「カモン、○○（ハート、ブレン、メディックのいずれか）」のコールと共に人格が入れ替わる他、人物写真を映写することもできる。
ブレンからドライブの戦闘データを搭載され変身可能になった際は、ボタンを押すことで「ファイアーオールコア！」の変身音声が鳴り、シフトレバーを倒すことで仮面ライダーハートに変身する。なお、上述のドライブ タイプスピードワイルドテクニックに変身する際にも使用された。
- 3人のコアが入っているという設定は、三条が3種のタイヤを合成するタイヤカキマゼールから発想した。

シフトライドクロッサー
ライドクロッサーを模した新型シフトカー。シフトデットヒート同様、シフトカーとシグナルバイク両方の素質を備えており、マッハドライバー炎に装填した際には、「シグナルバイクシフトカー！」とデッドヒートマッハや超デッドヒートドライブと同様の待機音声が鳴る。
チェイスの復活実験の際に彼のコアが宿ったらしく、自分の意志で動き回る他、狩野洸一が手にした際には彼の体を一時的に乗っ取り、剛の元へ駆けつけた。

### キャスト（マッハ/ハート）
2作共通に登場
- 詩島剛 / 仮面ライダーマッハ / 仮面ライダーマッハチェイサー - 稲葉友
- 泊進ノ介 - 竹内涼真
- 泊霧子 - 内田理央
- 沢神りんな - 吉井怜
- 西城究 - 浜野謙太
- 追田現八郎 - 井俣太良

『仮面ライダーハート』
- ハート / ハートロイミュード / 仮面ライダーハート / 仮面ライダードライブ タイプスピードワイルドテクニック - 蕨野友也
- 羽鳥美鈴、メディック / 仮面ライダーハート / 仮面ライダードライブ タイプスピードワイルドテクニック - 馬場ふみか
- 橘信吾 - 中沢青六

『仮面ライダーマッハ』
- 狩野洸一、チェイス  - 上遠野太洸
- 西堀令子 - はねゆり
- 西堀光也 / ロイミュード005 - 野間口徹

その他
- 警官 - 勝光徳、井上智之
- 青木一平、小川あん、篠原さとし、茂内麻結、石井淳

#### 声の出演（マッハ/ハート）
『仮面ライダーハート』
- ブレン / 仮面ライダーハート / 仮面ライダードライブ タイプスピードワイルドテクニック - 松島庄汰
- 複製ドライブドライバーAI音声 - クリス・ペプラー
- ロイミュード5886 - 黒田崇矢

『仮面ライダーマッハ』
- 裁判官 - 高桑満
- リベンジャーロイミュード - 片山公輔

#### スーツアクター（マッハ/ハート）
マッハ役の渡辺は同時期に『仮面ライダーゴースト』で仮面ライダースペクター役として出演していたが、マッハの主演作品であるためスケジュールを調整して本作品へも出演した。
- 仮面ライダーマッハ、仮面ライダーマッハチェイサー[30][29] - 渡辺淳
- ハートロイミュード / 仮面ライダーハート[出典 6] - 藤田洋平
- おぐらとしひろ
- 岡田和也
- 永徳
- 蔦宗正人
- 神前元
- 榮男樹
- 寺本翔悟
- 伊藤茂騎
- 田中慶
- 東慶介
- 田中領
- 浦家賢士
- 松岡千尋
- 穂積慎也
- 坂梨由芽
- 関谷健利
- 小森拓真
- 松本直也
- 草野伸介

### スタッフ（マッハ/ハート）
- 原作 - 石ノ森章太郎
- 脚本 - 三条陸「仮面ライダーハート」、長谷川圭一「仮面ライダーマッハ」
- スーパーバイザー - 小野寺章
- エグゼクティブプロデューサー - 加藤和夫（東映ビデオ）、佐々木基（テレビ朝日）
- 音楽 - 鳴瀬シュウヘイ、中川幸太郎
- 撮影 - 植竹篤史
- V.E - 小山祐輔
- F.O - 根来佑子
- 撮影助手 - 星野洋行
- 照明 - 西田文彦
- 照明助手 - 佐々木康雄、柴田信弘
- 録音 - 三澤武徳
- 録音助手 - 相楽滋嵩
- スクリプター - 柿﨑徳子
- 美術 - 大嶋修一
- 美術助手 - 瀧澤有香
- 装置 - 吉川尚史
- セット付 - 伊藤文奈美（紀和美建）
- 装飾 - 小宮孝司
- 小道具 - 富田元（東京美工）
- キャラクター管理 - 中村豊
- 衣裳 - 笹倉三佳（東京衣裳）
- ヘアメイク - 一山あい子、熊田美和子（サンメイク）
- 助監督 - 塩川純平、石井千晶、浦弘之、篠原拓海
- 制作担当 - 吉川和也
- 進行主任 - 中島嘉隆
- 進行 - 餅田愛里咲
- 進行助手 - 渡部果歩
- カースタント&コーディネート - 西村信宏
- カースタント - 河村章夫・橋本充吾（武士レーシングチーム）
- 操演 - 船越幹雄・髙木友善・保倉一郎（ライズ）
- 技術運営 - 八木明広
- 仕上進行 - 辻今日子
- 技術コンダクター - 林和哉
- 編集 - 佐藤連
- MAオペレーター - 田口祥平
- EED - 高橋和寛
- EED助手 - 紺野はるか
- テクニカルコーディネーター - 緩鹿秀隆（東映デジタルラボ）
- 整音 - 曽我薫
- 選曲 - 金成謙二（ドンカンバニー）
- 音響効果 - 大野義彦
- 視覚効果 - 日本映像クリエイティブ
  - VFXスーパーバイザー - 長部恭平
  - VFXアドバイザー - 松岡勇二
  - リードVFXアーティスト - 鈴木嘉大
  - VFXアーティスト - 越智裕司、武隈樹成、小松祐規、磯田功介、徳永拓馬、勝又拓海、大谷喜朋、國米修市
- キャラクター造型制作 - ブレンドマスター
- 特殊造型コーディネーター - 蟻川昌宏
- 造型 - 浅野桂、飯塚陽子、伊藤成昭、井上文人、大畠麻衣、大脇涼、沖雄貴、川手直美、小林広一、齋藤孝造、坂本孝一郎、佐藤敏夫、島貫翔、鈴木信一、鈴木淳一、高木浩治、辰巳茉莉子、田中孝弘、寺門剛、貫井響、畑部績宇、原田堅司、平山節、福岡寛、藤渡和代、前田澄江、松川翼、三上喜康、山口純一、山口遥、山本誠一、吉田哲弥
- キャラクターデザイン - 田嶋秀樹（石森プロ）、小林大祐・鶴巻拓也（PLEX）
- クリーチャーデザイン - 竹谷隆之
- タイトルデザイン - 菅誠司
- 資料担当 - 山辺浩一、金子しん一（石森プロ）
- 宣伝 - 斎藤貴晴、麻和祥多（東映ビデオ）
- 広報AP - 川勝宥典（東映）
- メイキング - 福光正樹
- プロデューサー補 - 山田真行（東映ビデオ）、小髙史織（東映）
- ラインプロデューサー - 下前明弘
- 制作デスク - 近藤孔明
- 制作プロダクション - 東映テレビ・プロダクション
- 製作委員会
  - 安村基・大澤保夫（東映ビデオ）
  - 梶淳・水髙愛（テレビ朝日）
  - 大矢篤志・古谷大輔（アサツー ディ・ケイ）
  - 垰義孝・桃井信彦（バンダイ）
- プロデューサー - 中野剛（東映ビデオ）、大森敬仁・望月卓（東映）
- アクション監督 - 藤井祐伍（ジャパンアクションエンタープライズ）
- 監督 - 石田秀範
- 製作 - 東映ビデオ、tv asahi、ADK、BANDAI、東映

### 音楽（マッハ/ハート）
エンディング曲「eternity （〜from SURPRISE-DRIVE）」
作詞 - 松岡充 / 作曲 - tatsuo / 編曲 - 五十嵐“IGAO”淳一 / 歌 - Mitsuru Matsuoka EARNEST DRIVE

### 映像ソフト（マッハ/ハート）
BD / DVDでリリース。
- ドライブサーガ 仮面ライダーマッハ/仮面ライダーハート 通常版（1枚組）
  - 映像特典
    - メイキング
    - 特報
    - 予告
    - DXシフトライドクロッサー&シフトハートロンPV
    - デザインギャラリー
    - ポスタービジュアル

  - 音声特典（BD版のみ）
    - オーディオ・コメンタリー（稲葉友×蕨野友也×上遠野太洸×井俣太良）
- ドライブサーガ 仮面シフトライドクロッサー/シフトハートロン版（1枚組 / 初回限定生産）
  - セット内容
    - ドライブサーガ 仮面ライダーマッハ/仮面ライダーハート（通常版と共通）
    - DXシフトライドクロッサー&シフトハートロン
    - スペシャルライナーノート

### 他媒体展開（マッハ/ハート）

#### ウェブ配信ドラマ（マッハ/ハート）
『ドライブサーガ 仮面ライダーブレン』
『仮面ライダードライブ』のウェブ配信ドラマ作品。「仮面ライダーハート」の一部映像が使用されている。

## 『小説 仮面ライダードライブ 〜マッハサーガ〜』
著：大森敬仁、監修：長谷川圭一。講談社キャラクター文庫（講談社）より2016年4月20日発売。
テレビシリーズから2年後を舞台に詩島剛のその後と、仮面ライダーマッハへの初変身のエピソードが描かれている。
『仮面ライダーチェイサー』の後日譚であり、『仮面ライダーマッハ/仮面ライダーハート』の前日譚に当たる。

### 登場人物（マッハサーガ）
コピーキャット・ミスターX
事件の首謀者。かつて剛と蛮野が使っていた偽名を使用しながら、ゴルドドライブを思わせる金色のマントとデータ生命としてブレンのタブレットに幽閉されていた時の蛮野の擬人インターフェイスを思わせるモアイ像のような仮面をつけた謎の人物で、その容姿から剛と特状課の全員を戦慄させた。正体は模倣犯罪を得意とする西堀光也であることがすぐに判明するが、西堀を逮捕し、直接面会もしていた進ノ介が統率力のあるミスターXの犯人像から、自分以外の他者を徹底的に愚民と見下しながら罵っていた西堀の人物像と一致しない違和感を指摘したことで剛も自分が感じていた疑問を確信する。その真の正体はアニマシステムのコピーで西堀の肉体に寄生していたロイミュード005。

イーサン・ウッドワード
剛がアメリカのオクラホマ州で出会った親友。
親友のブライアンが犯罪に巻き込まれて亡くなったため、その死を無駄にしないため、死にかけていた剛を助けた。
だが、剛と待ち合わせをしていた際に、ガフ&ビーンの取引および殺害現場を目撃したため、撃たれてしまい、剛が駆けつけるが、死亡してしまう。

三神沙耶、天野千草
ミスターXと名乗る人物の犯行声明の代読者をさせられるが、共に読み上げた後、射殺される。だが、それは演技であり、実際には西堀に洗脳されていた信奉者であり、アニマシステムに利用されていた。
そして、西堀の死後、捜査員によって保護される。

### オリジナル仮面ライダー（マッハサーガ）

#### 仮面ライダー超デッドヒートマッハ
詩島剛がプロトタイプのマッハドライバーにシフトバイラルコアを装填したマッハの特殊形態。変身音声は「超デッドヒーート!!」。
頭部は通常形態のマッハのV-ヘルムと同様だが、バイザー奥の複眼部は仮面ライダーチェイサーのオープンドアイであり、ボディは装甲部が白くなった超魔進チェイサーの物となっている。
変身する際は剛の体が黄金の炎に包まれて変身が完了する。戦闘は徒手空拳で行い、拳を黄金に輝かせ、ライノスーパーバイラルコアのブレードを刺すようにリベンジャーのボディを攻撃し、リベンジャーの撃破に成功した。
ツール
シフトバイラルコア
外見は金色のバット型のバイラルコアで、ライノスーパーバイラルコアの中央部分にシフトカーのエンジンに似た銀色の物体が搭載された特殊なバイラルコア。エンジェルロイミュードとの戦いの後、ライノスーパーバイラルコアをりんなが回収してロイミュードと人間のテクノロジーを掛け合わせて改造した珍品。りんな曰くシグナルチェイサーと同じチェイスの一部で、チェイスの「人間になりたい」という残留思念とチェイスの魂、チェイスが人間に近づこうとした証のバイラルコア。005との戦いに向けてプロトマッハドライバーと共にりんなが特殊金庫にシリアルナンバー暗号付きのケースから取り出され、剛に手渡した。終盤、これで超デッドヒートマッハに変身。
マッハドライバー（プロトタイプ）
ハーレー博士が開発したマッハドライバー炎の試作品。
『ゴースト&ドライブ』で進ノ介が使用していたマッハドライバー炎はコア・ドライビアを使用していないため、ネクストシステムが不完全であり、戦いを終えた後、破損してしまったため、これがりんなから剛へと渡された。
ただし、使用できるのは一回のみであり、使用の限界時間は5分間のみである。それゆえ、リベンジャーとの戦いを終えた後、破損した。

必殺技
キック（名称不明）
既存のマッハと同様の手順で発動。

### ロイミュード（マッハサーガ）
リベンジャーロイミュード
初出は小説『マッハサーガ』。アニマシステムのコピーを利用して復活したロイミュード005が、ロイミュード事件に関与した犯罪者たちの復讐心や、人々の恐怖心を糧に進化した姿。005曰く究極の進化態で、その戦闘力は超進化態のハートやブレン、超魔進チェイサーを苦戦させたエンジェルと同等かそれ以上とされ、ロイミュードの超進化態とそれと同等のゴルドドライブをも凌ぐ。
犯罪者のデータから間接的にロイミュードたちの無念の思いを得ており、全てのロイミュードの能力を使用することができる。ただし、未来の108が融合して超絶進化したイレギュラーなパラドックスロイミュードの能力やエンジェルロイミュードの念動力、コアを抜き取る能力なども持っているかは不明。
『仮面ライダーマッハ/仮面ライダーハート』
倒される寸前のロイミュード5886から分離した005が復活して、マッハとの戦いで人間の恐怖心や復讐心でこの姿に再び進化する。全てのロイミュードの能力は使用せず、代わりに005が使用していた毛髪を自在に操る能力を使用した。
- シュートロイミュードをベースにロイミュードの色々なパーツをくっ付け、復讐に燃える炎の眼となっている顔を新たにデザインしている。

### 作中用語（マッハサーガ）
ラビリンス・オブ・アニマ 魂の迷宮
ステージごとにクイズが出題されるオンラインゲーム。いくつかの単語がヒントとして出され、ユーザーはそのヒントをもとに正解に辿りつき、次のステージへ進むという内容だが、最終ステージの難易度が異常に高く、冒頭でネットワークの達人である究を苦戦させては何度もプレイさせていた。その本質はロイミュード005が信奉者を集めるためにアニマシステムを基に作り上げたゲーム。ネットワークに存在する無数のアプリケーションの中に紛れ込ませてプレイヤーの意識、無意識を問わずにダウンロード、いつの間にかプレイさせてしまう危険なゲームでこれによりプレイヤーを洗脳し、108人の信奉者を作り上げることに成功。この人数はロイミュードの数と同一で剛、進ノ介、りんな、特状課、警察たちにロイミュード事件はまだ終わっていないことを意図的に教えている。

アニマシステム
初出は『type TOKUJO』。新京大学人間科学部の小田桐正彦教授が人類を死の概念から解放するという名目で開発した、人間の脳の意識・精神（魂）をネットワークの世界にアップロード、ダイブさせることができるシステム。005曰くクリム・スタインベルトがドライブドライバーに自身の頭脳データを移植してベルトさんとなったシステムの進化版と言えるもので、小田桐教授はこれで生徒の研究論文や助手の葛西瞳のパソコンにあった研究論文のデータを盗作していた他、データ生命となった蛮野も2014年4月1日、4日、8日にダイブしていた小田桐教授とネットワークの世界で接触を図っていた。
この時、小田桐教授は手帳に赤ペンで蛮野の名前を漢字で書いていたため、ベルトさんに蛮野の『生存』、特状課にアニマシステムの存在を知らせることとなった。さらに蛮野は4月8日にロイミュードが起こしたグローバルフリーズの混乱に乗じ、アニマシステムを介して小田桐教授の肉体に寄生しようとしていたが、西堀によるシステムの電圧最大化と身体を動かせないほどのグローバルフリーズの重加速によって教授が急性心不全で事故死したことにより蛮野の人体寄生計画は失敗に終わる。また小田桐教授の不審死事件を捜査していた公安部の日下部章も教授のパソコンからデータを入手するもシステムがロイミュードにとって邪魔な存在だと判断したブレンによってデータごと始末された。
ここまでが進ノ介たちの把握していた公式の情報だったが、実は同日の005がプロトドライブに倒されてコアになった後、コピーした西堀の前日の記憶から小田桐教授のパソコンにアクセスしてアニマシステムを発見。システムをコピーすると別の場所に保管し、『type TV-KUN』でドライブに倒された後も残留思念をネットワークとシステムのコピーに回帰させることに成功していたことが小説の終盤で判明する。なお、システムの開発者である小田桐教授、システムを介して教授に寄生しようとした蛮野、教授が自身を侮辱したお仕置きとしてシステムの電圧を上げた西堀、システムのコピーで復活を果たした005は他者の模倣が得意という共通点を持つ。

## 『仮面ライダーマッハ夢想伝』
テレビシリーズの後日譚となるドラマCD。2016年11月30日発売。『ドライブ』のメインライターであった三条陸の書き下ろしの脚本で描く。
2016年9月29日、東映ヒーローネットのTwitterで発売が告知された。

### 登場人物（マッハ夢想伝）
ヒュプノス
蛮野天十郎が遺した人工知能。外見はタブレットの蛮野と同じモアイ像のような顔をしている。自身を生み出した生前の蛮野をサポートしていたが、自分の思い通りにいかないと当たり散らす悪癖を持っていた蛮野によって高圧電流を流されながら、「お前より廃棄場のパソコンのほうがまだ優秀」や「役立たずのゴミめ！」という罵詈雑言を浴びせられていた。実は蛮野のバックアップとして用意した復活プログラムが仕込まれている。
- 三条は執筆時点から神谷浩史が声を当てることを想定して創作した。演じる神谷はインタビューで、どこまで感情を表現していいのか（人工知能のため）難しかったと答えている。

ゴルドドライブ
ヒュプノスに仕込まれた蛮野の復活プログラムが剛の記憶を素に夢の中で無数のロイミュードの1体に寄生して変身する形で登場。夢の中の剛とチェイスを追い詰め、自分を倒した剛の記憶を介してロイミュードのコア同様、空中に四散した自身の個体波長を集めてコアとして再構築、現実世界で肉体としての質量を得ようと計画するが、そのことにいち早く気付いた剛が現実世界のりんなにヒントを伝えたことで形勢が逆転。さらに剛に「金メッキの鎧着て喜んでる王様気取りの間抜け野郎」と評されたことで激怒するも、りんながヒュプノスに仕込まれた復活プログラムを消去したことで弱体化。ヒュプノスの力で夢の中で変身したマッハのゼンリンシューターとチェイサーのシンゴウアックスを再び奪うなどの悪あがきを図るが、剛が現実の自分を倒したチェイサーマッハに変身したことに動揺。見えないほど速いチェイサーマッハの攻撃に怯えながら、チェイサーマッハエンドを生前同様、再び喰らい完全に消滅した。

### キャスト（マッハ夢想伝）
- 詩島剛 - 稲葉友
- チェイス - 上遠野太洸
- 沢神りんな - 吉井怜
- ゴルドドライブ - 森田成一
- ヒュプノス - 神谷浩史[51]

### スタッフ（マッハ夢想伝）
- 脚本 - 三条陸

## 『仮面ライダーブレン』
東映特撮ファンクラブで2019年4月28日、5月5日に全2話が配信。
当初は、『仮面ライダードライブ』の公式ツイッターの2017年4月1日ラストツイートが、2035年に『ドライブサーガ 仮面ライダーブレン』をリリースするという内容だったことに始まる。これはエイプリルフールネタであり、2035年というのは『劇場版 仮面ライダードライブ サプライズ・フューチャー』で仮面ライダーダークドライブがいた時代（未来）にちなんでいる。また、『仮面ライダーブレン』というネタは『ドライブサーガ 仮面ライダーチェイサー』のメイキングや『ドライブサーガ 仮面ライダーハート』の劇中でもブレン役の松島庄汰が口にしている。
2019年4月1日に告知された当初はまたエイプリルフールネタと思われていたが、翌日2日に再び告知され、実際に制作されることが発表された。

### 登場人物（ブレン）
クリスタル・ペプラー
肉体を失ったブレンを復活させた「無」の組織の科学者。その声と姿はクリムにとてもよく似ているが、別人である。組織を裏切り記憶を消去される直前にブレンを救出する。最後は大蜘蛛大首領の魔法剣に貫かれ、死亡する。

### オリジナル仮面ライダー（ブレン）

#### 仮面ライダーブレン
謎の組織「無」によって新たなボディを与えられて復元されたブレンが、なぜか持っていたブレンドライバーで変身する仮面ライダー。
変身音声は「スタート・ユア・エンジン！ブレン・ザ・カメンライダー！」。
- ブレンロイミュードと同様に脳みその意匠が頭部にあるが、普通の脳みそであるとライダーっぽくないため、メカニカルなディテールでアレンジしている[18]。ボディはブレンロイミュードの意匠やマントをヒーローチックにアレンジして付けている[18]。肩パーツは、エングレーピングのようなパイプの脳みそをイメージしている[18]。
- 撮影用スーツのベーススーツはプロトドライブのものを使用しており、新規造形のマント部分などのパーツを追加している[18][56]。

ツール
ブレンドライバー（黒いドライブドライバー）
クリスタル・ペプラーが開発したドライブドライバーに酷似したベルト。メガネ状のグラフィックがモニター部分に浮かんでいる。バンノドライバー同様、シフトカーを必要とせず、ドライバーのイグニッションを捻ることで変身する。
ブレンがいつの間にか持っているが、違和感なくポケットに入るほど小型化が可能となっている。
ブレンブレス
片腕に装着されているシフトブレスに酷似したブレス。変身には使用されない。
ブレンメガネブレード
複眼から取り出すサングラスラッシャーに似た緑色の長剣。ダークゴーストからは「色を塗り替えただけでお前の武器じゃない」とツッコまれる。
- 撮影用プロップはサングラスラッシャーの色変え。

マシン
ライドブレイザー
ライドチェイサーに酷似した緑色のブレン専用バイク。

必殺技
ライダー毒手
両手から粘液状の毒物を出しながら手刀で貫く。なお、ブレンは999の毒素を体内に持っているとされ、瞬時に胸部の調合ユニット・TOX-ブレンディングギアで敵に合わせた猛毒を作り出して戦う。
ポイズンハンカチーフ
毒素を染み込ませたブレンのハンカチを相手に投げつける。ダークキバとアナザーパラドクスの顔面に投擲して昏倒気絶させた。
ブレンヘッドクラッシャー
キック技と見せかけて相手を油断させたところで、頭部を緑に輝かせ、頭突きを放つ。

### 敵キャラクター（ブレン）
「無」の首領
この世の全てを塗り替える謎の軍団「無」の首領。姿は見せず、カタカナの「ム」という組織のエンブレムから話す。
「無」の構成メンバー
| - 大蜘蛛大首領 - グレムリン - 眼魔スペリオル - キャンサー・ゾディアーツ - デェムシュ（進化体） - グレングラファイトバグスター | - 仮面ライダーダークキバ - 仮面ライダーワイズマン（白い魔法使い） - 仮面ライダーダークゴースト - 仮面ライダーポセイドン - 仮面ライダーデューク レモンエナジーアームズ - 仮面ライダーアナザーパラドクス パーフェクトノックアウトゲーマー |

### キャスト（ブレン）
- ブレン / 仮面ライダーブレン - 松島庄汰[出典 7]
- クリスタル・ペプラー - クリス・ペプラー[52]
- メディック - 馬場ふみか（2）[52]
- ハート - 蕨野友也（2）[52]
- 詩島剛 - 稲葉友（2）[61]

### 声の出演（ブレン）
- 『無』の首領など - 関智一

#### スーツアクター（ブレン）
- 仮面ライダーブレン[53][58][56] - 浅井宏輔
- 大蜘蛛大首領[62] - 今井靖彦
- 神前元
- 森博嗣
- 小森拓真
- 富永研司
- 村岡弘之
- 寺本翔悟
- 岡田和也
- 高橋光
- 中田裕士

### スタッフ（ブレン）
- 原作 - 石ノ森章太郎
- 脚本 - 三条陸[54]
- アクション監督 - 渡辺淳[63][62]
- 監督 - 山口恭平[54]
- プロデュース - 大森敬仁[54]・中野剛（東映）、渕勇二（テレビ朝日）
- 撮影 - 倉田幸治
- V.E - 小田切徹
- 照明 - 斗沢秀
- 録音 - 三澤武徳
- 美術 - 小林桜
- 装飾 - 岩田智久
- 記録 - 國米美帆
- 編集 - 佐藤連
- 整音 -  原口崇正
- 音響効果 - 大野義彦、木下美帆
- 選曲 - 金成謙二
- 助監督 - 作野良輔
- 制作担当 - 伊場野高嗣
- ラインプロデューサー - 佐々木幸司
- 制作プロダクション - 東映テレビ・プロダクション
- 製作 - 東映特撮ファンクラブ（東映、テレビ朝日、バンダイナムコライツマーケティング）

### 他媒体展開（ブレン）

#### 映画（ブレン）
『劇場版 仮面ライダージオウ Over Quartzer』（2019年7月26日公開）
『仮面ライダージオウ』の単独作品。仮面ライダーブレンが登場。

### Webムービー（ブレン）
『仮面ライダーアウトサイダーズ』
『仮面ライダーエグゼイド』のスピンオフ作品。ブレン / 仮面ライダーブレンが登場。

### メイキング（ブレン）
東映特撮ファンクラブで2019年5月18日から6月8日まで4週連続でメイキング版を配信。
- Episode.1 まさかの仮面ライダーブレン 始動
- Episode.2 復活のロイミュード3人組
- Episode.3 新元号とサプライズゲスト
- Episode.Final ウソから出たまことの仮面ライダー